# William Walton Griest

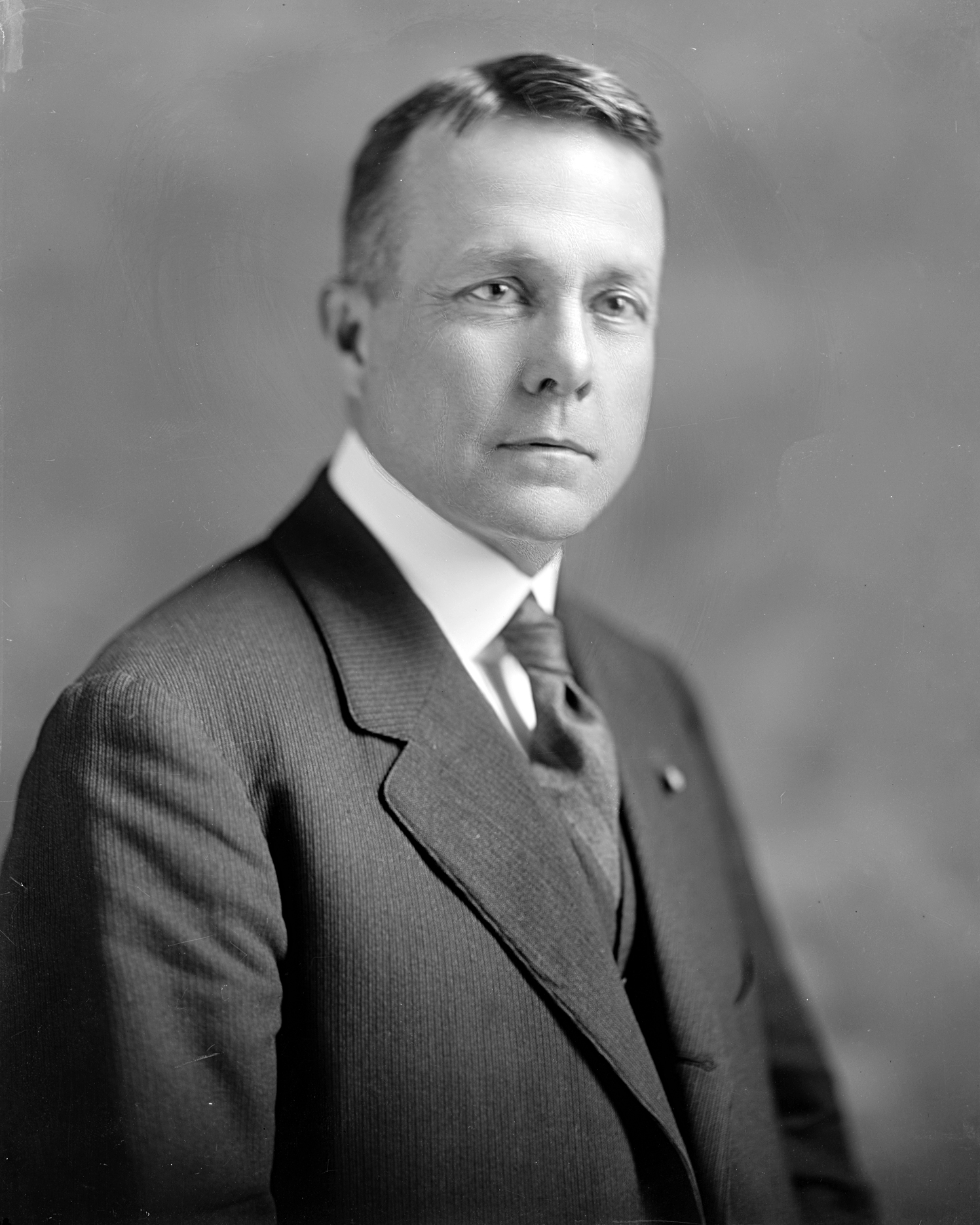
William Walton Griest

William Walton Griest (* 22. September 1858 in Christiana, Lancaster County, Pennsylvania; † 5. Dezember 1929 in Mount Clemens, Michigan) war ein US-amerikanischer Politiker. Zwischen 1909 und 1929 vertrat er den Bundesstaat Pennsylvania im US-Repräsentantenhaus.

## Werdegang
William Griest besuchte die öffentlichen Schulen seiner Heimat und danach bis 1876 die Millersville State Normal School. Danach unterrichtete er selbst als Lehrer. 24 Jahre lang saß er im Schulausschuss der Stadt Lancaster. Er war auch Direktor der Pennsylvania Public School Memorial Association. Außerdem wurde Griest im Zeitungsgeschäft tätig: Zwischen 1882 und 1888 gab er in Lancaster die Zeitung Inquirer heraus. Von 1887 bis 1899 fungierte er als Bürovorsteher beim Bezirksrat im Lancaster County. Überdies war er Mitglied der Steuerkommission seines Staates. Politisch schloss er sich der Republikanischen Partei an. Er war Delegierter auf mehreren regionalen Parteitagen in Pennsylvania. Zwischen 1896 und 1928 nahm er auch an allen Republican National Conventions teil. In den Jahren 1899 bis 1903 übte er das Amt des geschäftsführenden Beamten (Secretary of the Commonwealth) von Pennsylvania aus. Griest war auch Mitglied im Begnadigungsausschuss seines Staates. Zwischen 1903 und 1927, also auch während seiner Zeit als Kongressabgeordneter, war er Präsident einiger Elektrofirmen und Straßenbahngesellschaften.
Bei den Kongresswahlen des Jahres 1908 wurde Griest im neunten Wahlbezirk von Pennsylvania in das US-Repräsentantenhaus in Washington, D.C. gewählt, wo er am 4. März 1909 die Nachfolge von Henry B. Cassel antrat. Nach zehn Wiederwahlen konnte er bis zu seinem Tod am 5. Dezember 1929 im Kongress verbleiben. Seit 1923 vertrat er dort den zehnten Distrikt seines Staates. Ebenfalls seit 1923 leitete er den Postausschuss. In Griests Zeit als Kongressabgeordneter fielen unter anderem der Erste Weltkrieg sowie die Ratifizierung des 16., des 17., des 18. und des 19. Verfassungszusatzes.